# Justicia floribunda
Justicia floribunda är en akantusväxtart som först beskrevs av Karl Heinrich Koch och som fick sitt nu gällande namn av Dieter Carl Wasshausen.
Justicia floribunda ingår i släktet Justicia och familjen akantusväxter. Inga underarter finns listade i Catalogue of Life.

## Bildgalleri

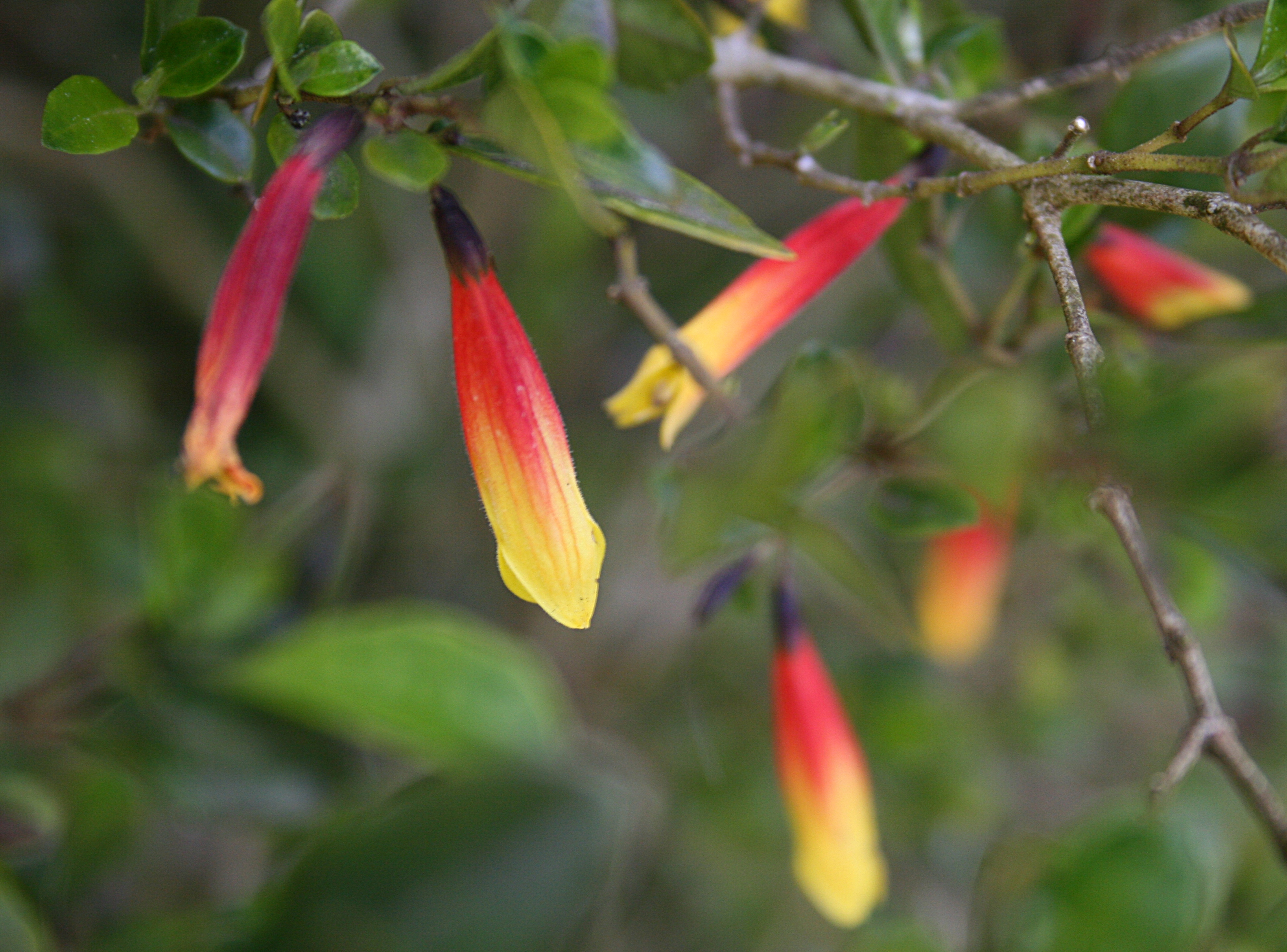